# Бек, Ханс Георг
Ханс Георг Бек (нем. Hans-Georg Beck, 18 февраля 1910 — 25 мая 1999) — немецкий историк-византинист. Доктор, профессор, академик. Членкор Австрийской Академии наук и Британской академии. Иностранный член Афинской Академии и Американского философского общества.

## Биография
Родился в Шнайцльройте в Баварии. В 1929 году окончил гимназию в Эттале.
В 1930 году поступил в университет Людвига-Максимилиана, где в 1936 году защитил докторскую диссертацию по богословию «Провидение и предыстинация в византийской богословской литературе» (Vorhersehung und Vorherbestimmung in der theologischen Literatur der Byzantiner), которая была опубликована в Риме на следующий год как 114-й том серии Orientalia Christiana Analecta. В 1949 году на философском факультете защитил хабилитационный труд «Теодор Метохит: кризис византийского мировоззрения в XIV веке» (Theodoros Metochites. Die Krise des byzantinischen Weltbildes im 14. Jahrhundert). Эта работа получила высокую оценку среди византинистов.
В 1956 году стал внештатным профессором, в 1959—1975 годах профессор на кафедре византинистики и новогреческой филологии Мюнхенского университета, декан философского факультета в 1962—1963 годах. Был вице-президентом гуманитарных дисциплин Немецкой исследовательской ассоциации (1965—1968) и членом научного совета при федеральном правительстве Германии (1968). Принимал активное участие в создании немецкого учебного центра в Венеции и был его президентом в 1970—1984 годах. За активную общественную деятельность получил Большой крест за заслуги перед немецким государством (1981) и Баварский орден Максимилиана в области наук и искусства (1988).
Был членом многих национальных Академий наук и научных обществ. В 1962 году он стал действительным членом Баварской Академии наук, возглавлял комиссии — по вопросам издания «Корпуса греческих актов», и по патристике. В 1966 году был избран членом-корреспондентом Австрийской Академии наук, в 1975 году стал иностранным членом Афинской Академии, в 1977 его приняли в Британскую Академию наук (членкор) и Бельгийскую королевскую Академию, а в 1988 году — в Американское философское общество (иностранный член).